# Natação no Campeonato Europeu de Esportes Aquáticos de 2018 - 50 m costas feminino
A prova dos 50 metros costas feminino da natação no Campeonato Europeu de Esportes Aquáticos de 2018 ocorreu nos dias 4 e 5 de agosto no Tollcross International Swimming Centre, em Glasgow no Reino Unido. 

## Calendário
| Fase          | Data        | Hora  |
| ------------- | ----------- | ----- |
| Eliminatórias | 4 de agosto | 10:17 |
| Semifinal     | 4 de agosto | 17:49 |
| Final         | 5 de agosto | 18:21 |

Todos os horários estão no horário local (UTC+0)

## Recordes
Antes desta competição, os recordes eram os seguintes:
|                       | Nadadora                                 | Tempo | Local          | Data                                    |
| --------------------- | ---------------------------------------- | ----- | -------------- | --------------------------------------- |
| Recorde mundial       | Zhao Jing                                | 27.06 | Roma           | 30 de julho de 2009                     |
| Recorde europeu       | Daniela Samulski Aliaksandra Herasimenia | 27.23 | Roma Budapeste | 30 de julho de 2009 27 de julho de 2017 |
| Recorde do campeonato | Aleksandra Gerasimenya                   | 27.64 | Budapeste      | 14 de agosto de 2010                    |

Os seguintes novos recordes foram estabelecidos durante esta competição. 
| Data        | Prova         | Nadadora       | Nacionalidade | Tempo | Recordes |
| ----------- | ------------- | -------------- | ------------- | ----- | -------- |
| 4 de agosto | Eliminatórias | Georgia Davies | Reino Unido   | 27.21 | ,        |

## Medalhistas
| Ouro                 | Prata                  | Bronze              |
| Georgia Davies (GBR) | Anastasia Zuyeva (RUS) | Mimosa Jallow (FIN) |

## Resultados

### Eliminatórias
Esses foram os resultados das eliminatórias. 
| Pos. | Bateria | Raia | Nadadora                | Nacionalidade | Tempo | Notas  |
| ---- | ------- | ---- | ----------------------- | ------------- | ----- | ------ |
| 1    | 5       | 4    | Georgia Davies          | Reino Unido   | 27.21 | Q,     |
| 2    | 6       | 4    | Anastasia Fesikova      | Rússia        | 27.23 | Q,     |
| 3    | 5       | 5    | Mimosa Jallow           | Finlândia     | 27.42 | Q,     |
| 4    | 6       | 5    | Maria Kameneva          | Rússia        | 27.70 | Q, RET |
| 5    | 4       | 5    | Simona Baumrtová        | Chéquia       | 27.78 | Q,     |
| 6    | 4       | 6    | Kathleen Dawson         | Reino Unido   | 27.92 | Q      |
| 7    | 4       | 4    | Mie Nielsen             | Dinamarca     | 27.97 | Q      |
| 8    | 5       | 6    | Kira Toussaint          | Países Baixos | 28.04 | Q      |
| 9    | 6       | 3    | Béryl Gastaldello       | França        | 28.19 | Q      |
| 10   | 6       | 6    | Ida Lindborg            | Suécia        | 28.23 | Q      |
| 11   | 4       | 3    | Maaike de Waard         | Países Baixos | 28.30 | Q      |
| 11   | 5       | 7    | Cassie Wild             | Reino Unido   | 28.30 |        |
| 13   | 4       | 2    | Alicja Tchórz           | Polónia       | 28.33 | Q      |
| 14   | 6       | 8    | Tessa Vermeulen         | Países Baixos | 28.35 |        |
| 15   | 5       | 3    | Silvia Scalia           | Itália        | 28.37 | Q      |
| 15   | 6       | 2    | Julie Kepp Jensen       | Dinamarca     | 28.37 | Q      |
| 17   | 3       | 4    | Sasha Touretski         | Suíça         | 28.46 | Q,     |
| 18   | 5       | 1    | Carlotta Zofkova        | Itália        | 28.48 | Q      |
| 19   | 5       | 2    | Theodora Drakou         | Grécia        | 28.53 | Q      |
| 20   | 4       | 7    | Lucy Hope               | Reino Unido   | 28.61 |        |
| 21   | 4       | 1    | Polina Egorova          | Rússia        | 28.65 |        |
| 22   | 6       | 1    | Mathilde Cini           | França        | 28.66 |        |
| 23   | 5       | 9    | Nina Kost               | Suíça         | 28.72 |        |
| 24   | 5       | 8    | Jenna Laukkanen         | Finlândia     | 28.85 |        |
| 25   | 6       | 9    | Katalin Burián          | Hungria       | 28.94 |        |
| 26   | 3       | 5    | Victoria Bierre         | Dinamarca     | 29.04 |        |
| 27   | 6       | 0    | Anastasiia Abdeeva      | Rússia        | 29.08 |        |
| 28   | 4       | 9    | Anika Apostalon         | Chéquia       | 29.22 |        |
| 29   | 4       | 0    | Ekaterina Avramova      | Turquia       | 29.27 |        |
| 30   | 4       | 8    | Agata Naskręt           | Polónia       | 29.38 |        |
| 31   | 2       | 4    | Signhild Joensen        | Ilhas Feroé   | 29.54 |        |
| 32   | 3       | 6    | Gabriela Georgieva      | Bulgária      | 29.58 |        |
| 33   | 5       | 0    | Karolina Hájková        | Eslováquia    | 29.61 |        |
| 34   | 3       | 3    | Shahar Menahem          | Israel        | 29.66 |        |
| 35   | 2       | 5    | Elçin Türkmenoğlu       | Turquia       | 29.71 |        |
| 36   | 3       | 8    | Magdalena Kuras         | Suécia        | 29.91 |        |
| 37   | 3       | 7    | Eygló Ósk Gústafsdóttir | Islândia      | 29.93 |        |
| 38   | 3       | 0    | Ieva Maļuka             | Letônia       | 29.94 |        |
| 39   | 3       | 9    | Margaret Markvardt      | Estónia       | 29.96 |        |
| 40   | 2       | 7    | Aviv Barzelay           | Israel        | 30.01 |        |
| 41   | 3       | 2    | Arina Baikova           | Letônia       | 30.02 |        |
| 42   | 2       | 6    | Lena Grabowski          | Áustria       | 30.03 |        |
| 43   | 2       | 8    | Vilma Ruotsalainen      | Finlândia     | 30.04 |        |
| 44   | 2       | 2    | Kertu Kaare             | Estónia       | 30.23 |        |
| 45   | 3       | 1    | Sezin Eliguel           | Turquia       | 30.25 |        |
| 46   | 2       | 1    | Weronika Górecka        | Polónia       | 30.60 |        |
| 47   | 1       | 5    | Eda Zećiri              | Kosovo        | 30.95 |        |
| 48   | 1       | 4    | Fjorda Šabani           | Kosovo        | 31.17 |        |
| 49   | 1       | 3    | Ani Poghosyan           | Armênia       | 33.05 |        |
| —    | 2       | 3    | Kalia Antoniou          | Chipre        | DSQ   | DSQ    |
| —    | 6       | 7    | Caroline Pilhatsch      | Áustria       | DSQ   | DSQ    |

### Semifinal
Esses foram os resultados das semifinais. 
Semifinal 1
| Pos. | Raia | Nadadora           | Nacionalidade | Tempo | Notas |
| ---- | ---- | ------------------ | ------------- | ----- | ----- |
| 1    | 4    | Anastasia Fesikova | Rússia        | 27.49 | Q     |
| 2    | 6    | Béryl Gastaldello  | França        | 27.86 | Q,    |
| 3    | 5    | Simona Baumrtová   | Chéquia       | 27.91 | Q     |
| 4    | 7    | Silvia Scalia      | Itália        | 27.96 |       |
| 5    | 8    | Theodora Drakou    | Grécia        | 28.08 |       |
| 6    | 2    | Maaike de Waard    | Países Baixos | 28.09 |       |
| 7    | 3    | Mie Nielsen        | Dinamarca     | 28.14 |       |
| 8    | 1    | Sasha Touretski    | Suíça         | 28.70 |       |

Semifinal 2
| Pos. | Raia | Nadadora          | Nacionalidade | Tempo | Notas |
| ---- | ---- | ----------------- | ------------- | ----- | ----- |
| 1    | 4    | Georgia Davies    | Reino Unido   | 27.46 | Q     |
| 2    | 5    | Mimosa Jallow     | Finlândia     | 27.62 | Q     |
| 3    | 7    | Alicja Tchórz     | Polónia       | 27.72 | Q,    |
| 4    | 6    | Kira Toussaint    | Países Baixos | 27.92 | Q     |
| 5    | 8    | Carlotta Zofkova  | Itália        | 27.94 | Q,    |
| 6    | 3    | Kathleen Dawson   | Reino Unido   | 28.11 |       |
| 7    | 1    | Julie Kepp Jensen | Dinamarca     | 28.32 |       |
| 8    | 2    | Ida Lindborg      | Suécia        | 28.77 |       |

### Final
Esse foi o resultado da final. 
| Pos.              | Raia | Nadadora           | Nacionalidade | Tempo | Notas |
| ----------------- | ---- | ------------------ | ------------- | ----- | ----- |
| Medalha de ouro   | 4    | Georgia Davies     | Reino Unido   | 27.23 |       |
| Medalha de prata  | 5    | Anastasia Fesikova | Rússia        | 27.31 |       |
| Medalha de bronze | 3    | Mimosa Jallow      | Finlândia     | 27.70 |       |
| 4                 | 6    | Alicja Tchórz      | Polónia       | 27.74 |       |
| 5                 | 2    | Béryl Gastaldello  | França        | 28.10 |       |
| 6                 | 8    | Carlotta Zofkova   | Itália        | 28.31 |       |
| 7                 | 7    | Simona Baumrtová   | Chéquia       | 28.38 |       |
| 8                 | 1    | Kira Toussaint     | Países Baixos | 28.80 |       |

Legenda
| Recorde mundial       | Recorde mundial (World record)               |                       | Recorde africano                      | Recorde africano (African) |                                           | Q | Classificado por posição (Qualified) |
| Recorde do campeonato | Recorde do campeonato (Championship record)  | Recorde da América    | Recorde da América (Americas)         | q                          | Classificado por melhor tempo (Qualified) |   |                                      |
| Melhor marca do ano   | Melhor marca do ano (World leading)          | Recorde asiático      | Recorde asiático (Asian)              | DNS                        | Não largou (Did not start)                |   |                                      |
| Recorde nacional      | Recorde nacional (National record)           | Recorde europeu       | Recorde europeu (European)            | DNF                        | Não terminou (Did not finish)             |   |                                      |
| Recorde pessoal       | Recorde pessoal do atleta (Personal best)    | Recorde da Oceania    | Recorde da Oceania (Oceania)          | DSQ / DQ                   | Desclassificado (Disqualified)            |   |                                      |
| Recorde da temporada  | Recorde da temporada do atleta (Season best) | Recorde sul-americano | Recorde sul-americano (South America) | NM                         | Sem marca (No mark)                       |   |                                      |